# واين وشوستر
واين وشوستر هو ثنائي كوميدي كندي تم تجسيده من خلال جوني واين وفرانك شوستر. ظهر الثنائي واين وشوستر بشكل احترافي من أوائل الأربعينيات حتى أواخر الثمانينيات، أولاً كممثلين مباشرين أمام الجمهور، ثم في الراديو، ثم كجزء من عرض الجيش الذي استضاف القوات في أوروبا خلال الحرب العالمية الثانية، ثم على التلفزيون الكندي والأمريكي.
كان واين (المولود باسم لويس وينجارتن؛ 28 أيار 1918- 18 تموز 1990) وشوستر (5 كانون الأول 1916-13 كانون الثاني 2002) مشهورين في كندا، وكانا ضيفا إد سوليفان باستمرار، حيث ظهرا 67 مرة كعدد مرات قياسي في برنامجه. وعلى الرغم من الاقتراحات المتكررة لهما بضرورة الانتقال إلى الولايات المتحدة لتطوير حياتهما المهنية، اختار الثنائي البقاء في كندا.

## البدايات
وُلِد الثنائي واين وشوستر في نفس الحي في تورنتو، أونتاريو، كندا، والتقيا في المدرسة الابتدائية. :20 في عام 1931، عندما كانا طالبين في معهد Harbord Collegiate ، قاما بأداء أول مسرحية هزلية معًا لفريق Boy Scout ،  :142 ، وكجزء من نادي الدراما المدرسية، استمرا في ترفيه زملائهم الطلاب. درس كلاهما في جامعة تورنتو، حيث كتبا وقاما بتأدية دور «شوستر وواين».

## الراديو

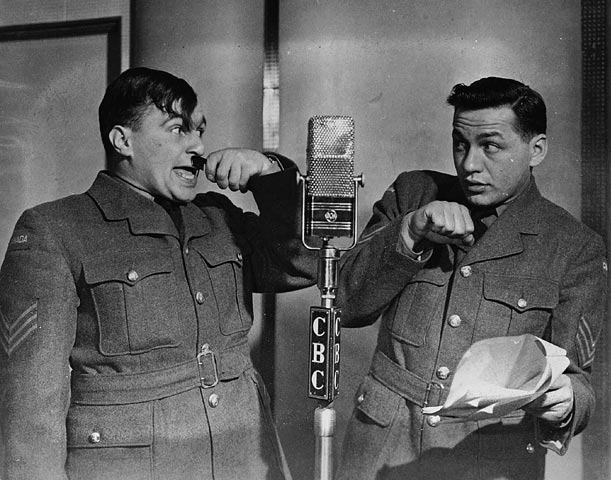
أداء لعرض الجيش على راديو سي بي سي خلال الحرب العالمية الثانية

في عام 1941، قدم الثنائي واين وشوستر عرضهما الأول على راديو CFRB في، و كان اسمه (The Javex Wife Preservers)،  وحصل كل منهما على 12.50 دولارًا أسبوعيًا.  :143 شعبيتهما على CFRB ، في الوقت الذي كانت فيه محطة الراديو هذه هي الأعلى تصنيفًا في تورنتو، سرعان ما نقلتهما لتقديم العروض على شبكة Trans-Canada التابعة لهيئة الإذاعة الكندية (CBC) كجزء من عرض "Blended Rhythm". :143

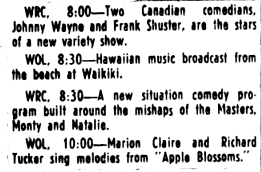
إدراج البرنامج الإذاعي الكوميدي لواين و شوستر ضمن قائمة البث في الولايات المتحدة عام 1947.

تم تجنيد واين وشوستر في الجيش الكندي في عام 1942، وتم تعيينهما على الفور في برنامج راديو الجيش الكندي ، الذي تم إنتاجه في مونتريال.  :144 كتب شوستر وواين معظم الموسيقى والكلمات والمسرحيات، وكانا جزءًا من فريق عمل يضم المطربين جيمي شيلدز ورايموند ماراندا. كان العرض الإذاعي ناجحًا، مما أدى إلى إصدار«عرض الجيش» ، وهو عرض مسرحي متجول افتتح في تورنتو في نيسان 1943 ولاقى الإشادة. وصفته مجلة تايم بأنه «عرض عسكري مفعم بالحيوية، ومحبوب، وفاخر. . . قام فرانك شوستر البالغ من العمر 26 عامًا وجوني واين البالغ من العمر 24 عامًا عندما كانا رقيبان في تورونتو، بتأليف كتاب مليء بالحيوية، وبعض الألحان والأغاني المرحة».  تنقل الاستعراض عبر كندا في عام 1943 للترفيه عن القوات والمساعدة في بيع سندات النصر، كما تم إقامة هذا الاستعراض في مؤتمر كيبيك. بالإضافة إلى شوستر وواين، شمل طاقم العمل المغني روجر دوسيت وبريان ودينيس فارنون وديني فوغان ولويس هوكر (التي لعبت تحت اسم لويس ماكسويل، دور ملكة جمال مونيبيني في أربعة عشر فيلمًا لجيمس بوند). في أواخر عام 1943، تم تقسيم المسرحية إلى خمس وحدات وإرسالها إلى إنجلترا للترفيه عن القوات. أعد شوسترو واين مرة أخرى معظم المواد لجميع الوحدات، وتم تكليفهما بوحدة تتبع القوات الكندية في فرنسا بعد إنزال النورمندي أو ما يعرف بـ (D-Day) . غالبًا ما أدا الثنائي قريبًا بدرجة كافية من الخطوط الأمامية لدرجة أنه كان عليهما مواجهة القناصين والهجوم وحتى مواجهة قريبة نسبيًا مع انفجار قنبلة V-1 أو "القنبلة الطنانة" . :143
بعد التسريح من الجيش، عاد شوستر وواين إلى تورنتو وابتدأا عرض «RCA فيكتور» على راديو سي بي سي. اقترح أحد المسؤولين التنفيذيين في مجال الإعلانات أن إطلاقهما اسم «واين وشوستر» على نفسيهما يبدو أفضل من «شوستر وواين». نظرًا لأن ترتيب أسمائهم لم يكن مهمًا للإثنين، فقد وافقوا على التغيير.  (ذكر أليكس باريس لاحقًا أنه كان لديهم مكتب سي بي سي ببابين - أحدهما مكتوب عليه «واين وشوستر» والآخر «شوستر واين».) نمت شعبيتها بسرعة وغيرت قناة سي بي سي اسم برنامجها الإذاعي إلى برنامج واين وشوستر. بحلول عام 1950، بلغ عدد جمهورهم الأسبوعي الكندي 3 ملايين. بدأا أيضًا في صنع شعبيتهما في الولايات المتحدة عندما تم تعيينهما لعمل سلسلة على شبكة الراديو لتحل محل فيلم «حياة رايلي» للمخرج وليام بنديكس بينما كان في فترة توقف صيفية في عام 1947.  :144

## التلفاز
ظهر واين وشاستر لأول مرة على شاشة التلفزيون في عام 1950، ولكن خارج كندا، التي لم يكن لديها شبكة تلفزيون حتى عام 1952. كما قام الراعي الإذاعي، توني هوم بيرمان، برعاية برنامج تلفزيوني أمريكي، «توني توين تايم» ، استضافه جاك ليمون.  طلب الراعي التلفزيوني من الثنائي الظهور بشكل منتظم في البرنامج التلفزيوني، الأمر الذي لم يكن خيارًا جيدًا لهما. بعد عرضين، طلب منهما أحد الرعاة التنفيذيين تولي مهام الاستضافة مكان ليمون، الذي كان شابًا وعديم الخبرة ومن الواضح أنه متوتر. ومع ذلك، لم يكونا مرتاحين لهذه الفكرة، وقاما برفض العرض.  :144
في عام 1952، عرض عليهما منتج CBC ميفور مور تقديم عرض كوميدي مباشر منتظم على شبكة تلفزيون CBC الجديدة، ولكن بعد مشاهدة ميلتون بيرلي يتعامل مع جميع تفاصيل الإضاءة والصوت والموسيقى والجمهور أثناء البث المباشر من مدينة نيويورك، كان الاثنان أكثر قلقًا بشأن متطلبات البث التلفزيوني المباشر. وافقا على الظهور في أحد برامج التلفزيون CBC في عام 1952 في مونتريال، لكنهما رفضا فرصة إنتاج عرض منتظم في تورنتو. قال واين، «أنتم لا تعرفون أي شيء عن التلفزيون. نحن لا نعرف ذلك أيضًا. لماذا لا ننتظر حتى يعرف كلانا شيئًا عنه؟»  :145
بعد ذلك بعامين، في عام 1954، وافقا أخيرًا على استضافة عرض كوميدي منتظم على قناة CBC.  :145 في عام 1955، قدما في أحد عروضهم محاكاة ساخرة شكسبيرية بعنوان " Rinse the Blood Off My Toga" "،  والتي قدماها أيضًا على التلفزيون البريطاني في العام نفسه.  :20 مزيج أدبي لوليام شكسبير وميكي سبيلان، يحكي عن محققين رومانيين عينوا من قبل بروتوس للتحقيق في مقتل يوليوس قيصر في أديس مارس. كما هو الحال مع العديد من نصوصهم، افترض عرض "Rinse the Blood Off My Toga"" أن الجمهور لديه معرفة عملية بالتاريخ، شكسبير، وأحيانًا باللاتينية. في عام 1958، رداً على افتتاح مهرجان ستراتفورد في ستراتفورد ، أونتاريو، ابتكرا «لعبة بيسبول شكسبير»، مكتوبة بشكل إيقاعي مقفى، وتضم سطورًا مقتبسة من هاملت وماكبث. و في السنوات اللاحقة، أصبح هذا السيناريو المفضل لديهما. :153
وصفت لورين طومسون، التي ظهرت في البث المباشر في الخمسينيات من القرن الماضي، كتاباتهم بأنها «نوع من التقاطع بين حس الفكاهة البريطاني وروح الدعابة الأمريكية. لقد احتراما الجمهور».  :147

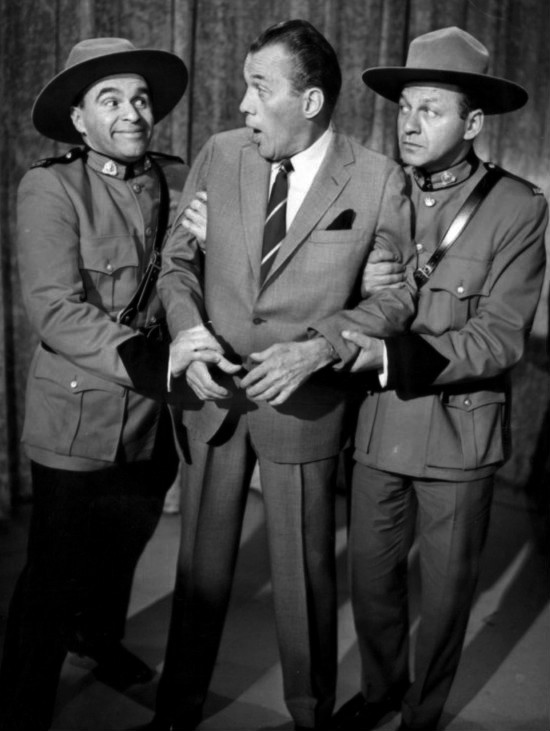
مشهد من عرضهما عنرما أحضر إد سوليفان عرضه إلى تورنتو عام 1963.

في عام 1958، وقع وين وشوستر عقدًا لمدة عام واحد مع إيد سوليفان للظهور بانتظام في برنامج إيد سوليفان شو مقابل 7500 دولار للعرض؛  :149 والتي تضمنت اتفاقية بأن سوليفان لن يقوم بقص أو تعديل رسوماتهم، والتي ستعرض لمدة 12 دقيقة أو أكثر؛  كان أول عرض لهم عبارة عن إعادة عرض لمدة 14 دقيقة لما قدموه على CBC والتلفزيون البريطاني، "Rinse the Blood Off My Toga".  (سألت المغنية إرثا كيت ذات مرة فرانك شوستر، «هل لديك ما تخفيه ضد إد سوليفان؟» بعد أن قطع سوليفان إحدى أغانيها من أحد البرامج، لكنه ترك عرض واين آند شوستر لمدة 12 دقيقة كما هو.) المرة الوحيدة التي طلب فيها سوليفان تعديلًا كانت لإزالة نكتة عن عمليات الإعدام خارج نطاق القانون في الجنوب. كان قلقًا بشأن الإساءة إلى محطات الشبكة في جنوب الولايات المتحدة :150 أحب سوليفان الثنائي الكندي وجدد عقدهما مرارًا وتكرارًا. ظهر الثنائي في برنامج Ed Sullivan Show عدد مرات قياسية بلغت 67 مرة على مدى السنوات ال 11 التي تلت. عارض فرانك شوستر هذا لاحقًا، قائلاً للناقد التلفزيوني جيم باودن «لقد ظهرنا في برنامج إيد 58 مرة وتقول السجلات 67، ولكن هذا غير صحيح.» 
نصح إيد سوليفان الثنائي، على الرغم من نجاحهما في الولايات المتحدة، بالبقاء في تورونتو.  وقد أخذا بنصيحته ورفضا العديد من العروض للانتقال إلى الولايات المتحدة بشكل دائم. في السنوات اللاحقة، روى شوستر عدة مرات قصة وكيل واحد حاول حملهم على الانتقال إلى هوليوود، وقال، «كما تعلم، فرانك، هناك ما هو أكثر في الحياة من السعادة.»  :152
حتى مع بقائهما في كندا، في عام 1962، ومرة أخرى في عام 1963، تم تصنيفهما كأفضل روتين كوميدي في أمريكا بواسطة Motion Picture Daily and Television Today ،  كما شاركا في تأليف مسلسل Holiday Lodge على قناة CBS -TV ، والذي تم بثه كبديل صيفي لـمنتجه جاك بيني في عام 1961.
في عام 1964، أنشأ واين وشاستر سلسلة من ستة أفلام وثائقية قصيرة لتلفزيون سي بي سي (تم تقديمها لاحقًا على شبكة سي بي إس خلال موسم صيف عام 1966) حول الكوميديين مثل WC Fields وMarx Brothers ، مع موسيقى من تسجيل جون ويليامز، بعنوان Wayne & Shuster Take an Affectionate Look at.... كما قاما بإعداد بست حلقات أخرى في العام التالي. في عام 1965 ، فازت ساعة واين وشوستر التلفزيونية بالجائزة الفضية في مهرجان Rose d'Or التلفزيوني.
في عام 1962 ومرة أخرى في عام 1965، ذهب الثنائي إلى بريطانيا وأنتجا عروض خاصة لـ BBC. 
في الستينيات، انتقلا من برنامج تلفزيوني أسبوعي إلى عروض كوميدية شهرية خاصة على تلفزيون CBC . بحلول سبعينيات القرن الماضي، كانا ينتجان ثلاثة إلى أربعة عروض كوميدية خاصة سنويًا، والتي غالبًا ما اجتذبت تصنيفات التلفزيون الكندي لأكثر من مليوني مشاهد.  :135
غالبًا ما استخدمت مسرحيات واين وشوستر مجموعات كبيرة من الشخصيات، وكان من بين اللاعبين الداعمين الممثلين الكنديين دون كولين، وجاك دافي، وتوم هارفي، وبيل كيمب، وبول كليغمان، وبن لينيك، وسيلفيا لينيك، وبيجي لودر، وليه روبي، وإريك كريسماس، وجو أوستن، لاري مان، بول سولز، مارلين ستيوارت، روي وردزورث، جون ديفيز، كارول روبنسون، لو بيتوسيا، بيجي ماهون، دون إيور وكيث هامبشاير . لسنوات عديدة، كان مدير الموسيقى هو فنان الجاز الكندي نورمان أماديو .
اشتهر واين وشاستر بآرائهما الصاخبة خلال جلسات كتابة السيناريو والإنتاج التلفزيوني وجلسات التحرير.  :137   كان واين بشكل خاص شديدًا أثناء الإنتاج وغالبًا ما كان يوجه طاقم الاستوديو إلى القيام بمهام لتجنب الأخطاء المتوقعة. :142 استجاب الفنيون في كثير من الأحيان برفض العمل الإضافي في نهاية اليوم. :142 خلال أحد الرسومات، تم توجيه بعض أفراد الطاقم لرمي الفاكهة والخضروات على كلا الممثلين الكوميديين من خارج الكاميرا. بدلاً من ذلك، ألقى الطاقم الفاكهة فقط على واين. :138 أحد مديري الطابق كان يصف واين بأنه "شخصان". في الطابق [الاستوديو] كانسيئًا جدًا، لكنه في الخارج كان من ألطف الرجال الذين يمكن أن تقابلهم ". :138 على الرغم من سمعتهم المزاجية في الاستوديو، كان كلاهما ودودًا خارج العمل.
بسبب طبيعتهم الحادة والتنافسية في الاستوديو، اتفق الاثنان في وقت مبكر على عدم الاختلاط اجتماعيًا. بعد فترة وجيزة من انتشار برنامجهم الإذاعي CBC ، أخبر واين شوستر أنه كان ينظم حفلة، لكنه لن يدعو شريكه «لأننا دائمًا معًا وسنبدأ في الحديث عن العمل. لذا، فلننسى كل ذلك».  :141 وافق شوستر، ومنذ ذلك الحين، عاشا حياة منفصلة تمامًا عن العمل، مع اهتمامات وهوايات مختلفة. 

## حياتهما المهنية اللاحقة
بحلول أواخر السبعينيات، كان النقاد يصفون كوميدياهم بأنها قديمة، لكن تقييماتهم التلفزيونية الكندية ظلت قوية. في عام 1980، أعادت CBC تعبئة موادها التلفزيونية في 80 عرضًا خاصًا لمدة نصف ساعة تم الترويج لها في جميع أنحاء العالم. 
واصل الثنائي إنتاج الكوميديا الخاصة حتى وفاة واين بسبب السرطان في عام 1990. بعد وفاة واين، عاد شوستر إلى جناح التحرير وذلك بعد ما يقرب 40 عامًا من برامجهم التلفزيونية، وأنتج سلسلة معادة من 22 عرضًا، والتي استضافها أيضًا.  :153 في عام 1999، قبل وفاته بثلاث سنوات، قدم ملخصًا مدته ساعة واحدة من أعمالهم، «واين وشوستر: المئة عام الأولى». 

## الجوائز

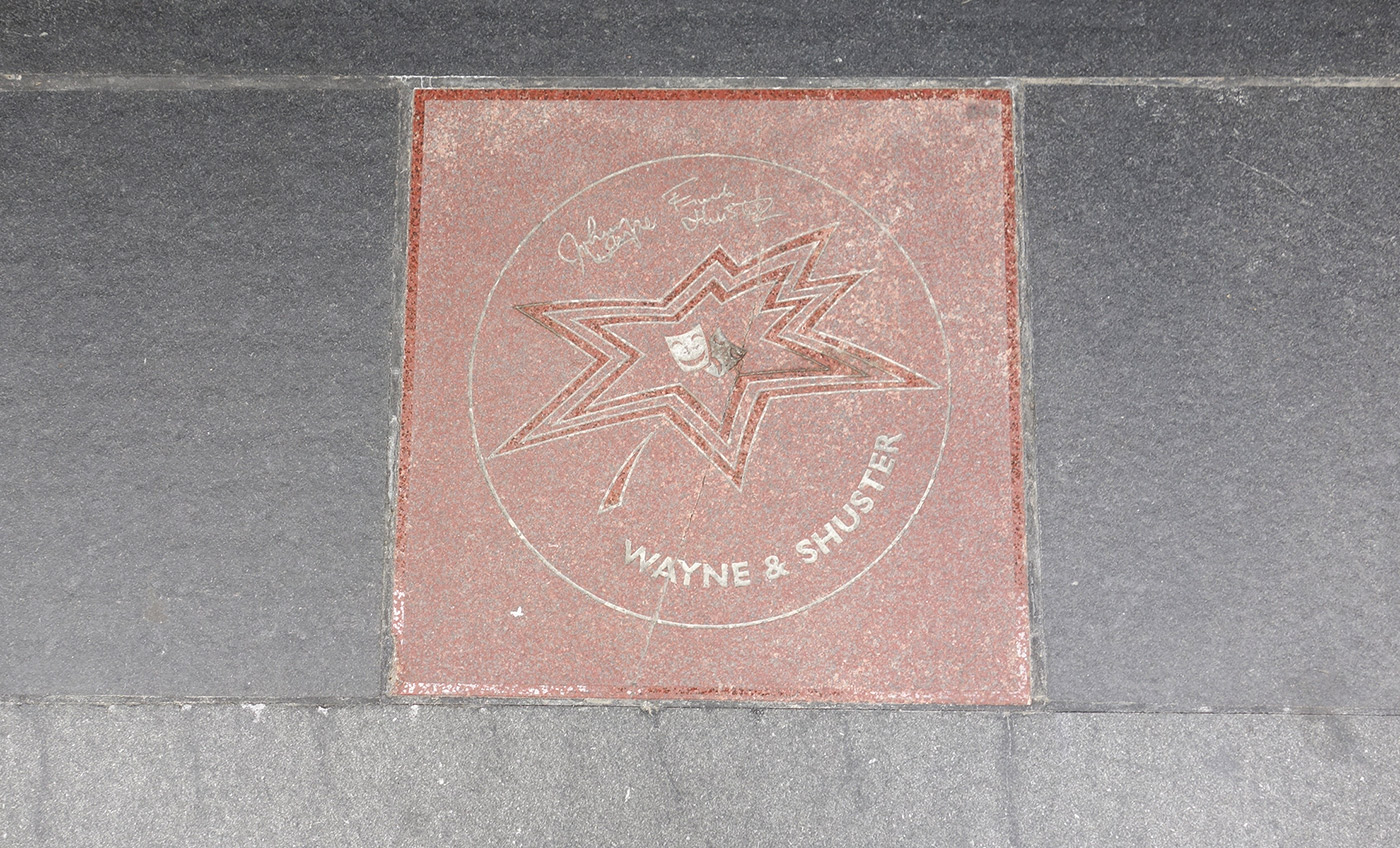
تذكار واين وشوستر في قاعة روي طومسون

- بعد وفاة واين في عام 1990، حصل الثنائي على جائزة الجوزاء الخاصة لمساهمتهما البارزة في التلفزيون الكندي.
- في عام 1996، قبل شوستر جائزة Margaret Collier عن كتاباته الكوميدية
- في عام 1996، تم تسمية شوستر ضابطًا في وسام كندا.
- في عام 1999، تم إدخال واين وشاستر في ممشى المشاهير في كندا .
- في عام 2012، تم تكريم الثنائي بلوحة Heritage Toronto في مدرستهم الثانوية القديمة، Harbord Collegiate Institute.
- في عام 2019، تم تسمية ممر في منطقة باثورست / هاربورد حيث نشأ واين وشوستر باسمهما.[16]

## وسائل الإعلام الأخرى
في عام 2000، أنشأت المجموعة الموسيقية الأسترالية The Avalanches عملًا فنيًا يسمى " Frontier Psychiatrist "، والذي تم بناؤه على عينات مختلفة من المواد المسجلة سابقًا، وأبرزها عرض واين وشوستر "Frontier Psychiatrist". (تم استخدام مقاطع صوتية لاثنين من عروض واين وشاستر الأخرى أيضًا في إنشاء المسار، إلى جانب عينات من عشرات المقطوعات الموسيقية.) تم إصدار أغنية "Frontier Psychiatrist" كأغنية واحدة، وحققت نجاحًا كبيرًا في المملكة المتحدة، حيث وصلت إلى رقم 18 ضمن التصنيفات. يغني جوني واين الأغنية المتكررة «أن الصبي يحتاج إلى علاج»؛ كل من واين وفرانك شوستر هما الصوتان المميزان في المقطعين الأول والثاني.